# If an Angel Came to See You, Would You Make Her Feel at Home?
Albums de Black Oak Arkansas
Keep the Faith
(1972) High on the Hog
(1973)
Singles
1. Full Moon Ride
Sortie : août 1972

If An Angel Came To See You, Would You Make Her Feel At Home? est le 3e album du groupe de rock américain, Black Oak Arkansas. Il est sorti en juillet 1972 chez Atco, une filiale d'Atlantic Records et a été produit par Tom Dowd. 

## Historique
Enregistré aux studios Criteria de Miami en Floride, il est sorti seulement six mois après Keep the Faith et la pochette représente un ange entouré de démons.
Il se classa à la 93e place du Billboard 200 aux États-Unis
Il est le premier album avec le batteur Tommy Aldridge qui remplace Wayne Evans.

## Liste des titres
Toutes les chansons ont été composées par Black Oak Arkansas.
| 1. | Gravel Roads       | 3:10 |
| 2. | Fertile Woman      | 5:17 |
| 3. | Spring Vacation    | 3:00 |
| 4. | We Help Each Other | 3:10 |
| 5. | Full Moon Ride     | 3:46 |

| 1. | Our Minds Eye          | 4:12 |
| 2. | To Make Us What We Are | 4:51 |
| 3. | Our Eyes Ere On You    | 3:44 |
| 4. | Mutants Of The Monster | 4:45 |

## Composition du groupe pour L'enregistrement
- Jim Dandy Mangrum: chant, planche à laver.
- Rickie Reynolds: guitare rythmique 12 cordes, chœurs.
- Pat Daugherty: guitare basse, chœurs.
- Harvey Jett: guitare solo, chœurs.
- Stanley Knight: guitare solo, steel guitare, piano, chœurs.
- Tommy Aldridge: batterie, percussions.

## Charts
| Pays       | Durée du classement | Meilleur classement |
| ---------- | ------------------- | ------------------- |
| États-Unis | 19 semaines         | 93e                 |